# Вавілонський
Вавіло́нський (рос. Вавилонский) — селище у Червоноалтайській сільській раді Поспєлихинського району Алтайського краю, Росія.

## Населення
Населення — 398 осіб (2010; 415 осіб у 2002 році).
Національний склад (станом на 2002 рік):
- росіяни — 88 %